# Pristaulacus rufipilosus
Pristaulacus rufipilosus är en stekelart som beskrevs av Tohru Uchida 1932. Pristaulacus rufipilosus ingår i släktet Pristaulacus och familjen vedlarvsteklar. Inga underarter finns listade i Catalogue of Life.